# 2011-es kanadai labdarúgókupa
A 2011-es kanadai labdarúgókupa (angolul: Canadian Championship) volt a kanadai labdarúgókupa 4. szezonja. A sorozat 2011. május 2-án kezdődött és május 23-án ért véget. A döntő első mérkőzését a vancouveri Empire Fielden, míg a visszavágót a torontói BMO Fielden rendezték meg. A címvédő a Toronto volt. A trófeát újra a Toronto csapata szerezte meg, a kupa története során harmadik alkalommal.

## Lebonyolítás
| Kör      | Első mérkőzés | Második mérkőzés |
| -------- | ------------- | ---------------- |
| Elődöntő | április 27.   | május 4.         |
| Döntő    | május 18.     | július 2.        |

## Elődöntő
| 2011. április 27. 20:00 ETZ |

| Montréal | 0–1 | Vancouver Whitecaps |
| -------- | --- | ------------------- |
|          |     | Dunfield 67'        |

| Saputo Stadion, Montréal, Québec Nézőszám: 8 412 Játékvezető: Carol-Anne Chénard |

| 2011. május 4. 20:00 PST |

| Vancouver Whitecaps | 1–1 (h. u.) | Montréal             |
| ------------------- | ----------- | -------------------- |
| Akloul 113'         |             | Gerba 83' (11-esből) |

| Empire Field, Vancouver, Brit Columbia Nézőszám: 16 611 Játékvezető: David Ganter |

A Vancouver Whitecaps csapata győzött 2–1-es összesítéssel.
| 2011. április 27. 18:00 MTZ |

| Edmonton | 0–3 | Toronto                   |
| -------- | --- | ------------------------- |
|          |     | Santos 35' 61' Gordon 47' |

| Commonwealth Stadion, Edmonton, Alberta Nézőszám: 5 781 Játékvezető: Paul Ward |

| 2011. május 4. 20:00 ETZ |

| Toronto    | 1–0 | Edmonton |
| ---------- | --- | -------- |
| Gordon 21' |     |          |

| BMO Field, Toronto, Ontario Nézőszám: 17 937 Játékvezető: Mauricio Navarro |

A Toronto csapata győzött 4–0-ás összesítéssel.

## Döntő
| 2011. május 18. 20:00 PST |

| Vancouver Whitecaps | 1–1 | Toronto    |
| ------------------- | --- | ---------- |
| Hassli 64'          |     | Santos 73' |

| Empire Field, Vancouver, Brit Columbia Nézőszám: 15 474 Játékvezető: Silviu Petrescu |

| 2011. július 2. 12:30 ETZ |

| Toronto                               | 2–1 | Vancouver Whitecaps |
| ------------------------------------- | --- | ------------------- |
| Plata 51' (11-esből) Yourassowsky 61' |     | Sanvezzo 21'        |

| BMO Field, Toronto, Ontario Nézőszám: 18 212 Játékvezető: David Gantar |

A Toronto csapata győzött 3–2-es összesítéssel.